# Rentapia
Rentapia (лат.) — род бесхвостых земноводных из семейства жабы. Эндемик Юго-Восточной Азии. Встречается на Малайском полуострове, Борнео и Суматре. Был выделен в 2016 году для разрешения полифилии Pedostibes.

## Этимология
Родовое название посвящено легендарному ибанскому воину Libau Rentap, «великому военачальнику, борцу за свободу и национальному герою Малайзии».

## Описание
Относительно крупные жабы: у Rentapia hosii самцы могут вырастать до 80 мм, а самки — до 105 мм в длину от носа до клоаки. Межглазничные черепные гребни отсутствуют. Околоушные железы большие и отчетливые, могут быть овальными, круглыми или треугольными при виде сверху. Пальцы имеют базальную перепонку и кончики, расширенные в плоские диски. Лапы полностью перепончаты на всех пальцах, кроме четвертого. У самцов есть брачные мозоли.

## Экология
Взрослые особи в основном ведут древесный образ жизни и живут в прибрежной растительности вокруг лесных ручьев небольшого или среднего размера. Икринки маленькие, пигментированные и откладываются нитями.

## Классификация
На февраль 2023 года в род включают 3 вида:
- Rentapia everetti (Boulenger, 1896) — Борнеоская жаба
- Rentapia flavomaculata Chan, Abraham, and Badli-Sham, 2020
- Rentapia hosii (Boulenger, 1892) — Разноцветная жаба

Ранее признававшийся вид Rentapia rugosa является синонимом R. everetti.